# Johan Larsson i Presstorp
Johan Larsson (i riksdagen kallad Larsson i Presstorp), född 20 september 1853 i Ucklum, död där 24 augusti 1923, var en svensk lantbrukare och politiker (liberal). 
Johan Larsson, som var son till en handlare, var jordbrukare i Presstorp i Ucklum, där han också hade kommunala uppdrag.
Han var riksdagsledamot i andra kammaren 1900–1908 för Inlands domsagas valkrets samt i första kammaren 1912 och 1914–1915 för Göteborgs och Bohus läns valkrets. I riksdagen tillhörde han Lantmannapartiet 1900–1903, betecknade sig som vilde 1904, återgick till Lantmannapartiet 1905–1908 och anslöt sig därefter till Liberala samlingspartiet. Han var bland annat suppleant i bevillningsutskottet 1903–1908. Han engagerade sig i olika landsbygdsfrågor rörande exempelvis väghållning, kommunal fastighetsskatt och långivning till byggande av "tidsenliga fattiggårdar".